# Harpagus
För den mediska generalen, se Harpagos.
Harpagus är ett släkte inom familjen hökar (Accipitridae). Släktet omfattar två arter med glador som förekommer i Central– och Sydamerika:
- Rostbyxglada (Harpagus diodon)
- Tandglada (Harpagus bidentatus)

Båda arter i släktet är 30–35 centimeter långa med långa svarta stjärtar och vita halsar.